# Valais

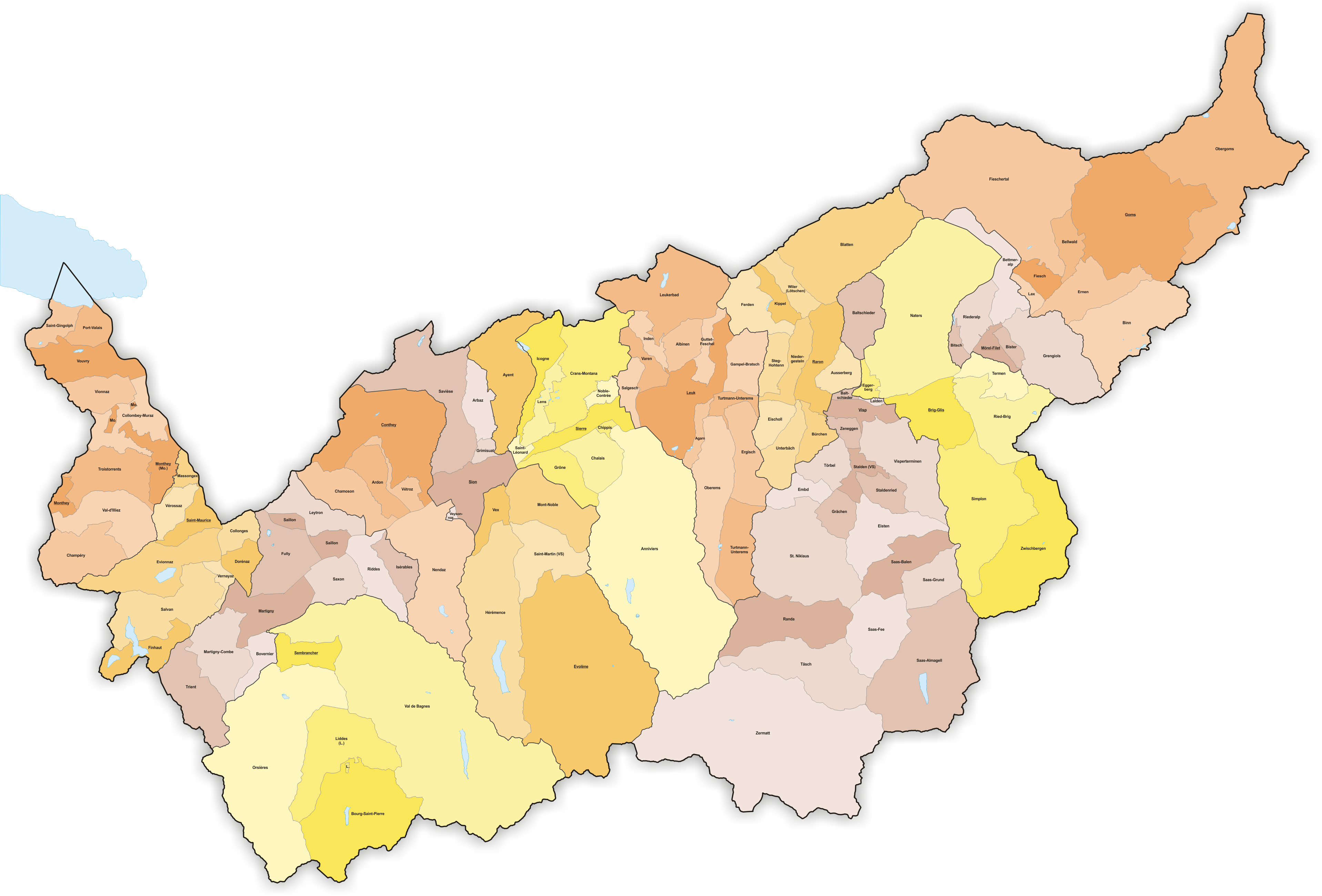
Karta över kantonen Valais kommuner.

Valais (tyska: Wallis lyssna (fil)) är en kanton i sydvästra Schweiz. Kantonen gränsar i söder till Italien, i väster till Frankrike, i öster till kantonerna Uri och Ticino samt till kantonerna Vaud och Bern i norr.

## Historia
Dagens Valais var under antiken befolkat av kelter. Under kejsar Augustus införlivades området i det romerska riket. Romarna kallade området Vallis Poenina ("Övre Rhônedalen"). Området tillföll kungariket Burgund under folkvandringstiden. Kung Rudolf III av Burgund gav området som en förläning till biskopen av Sion år 999 och gjorde honom till greve av Valais. Dock behövde biskopen hävda sin rätt till området mot grevarna av Savojen. Under mitten av 1200-talet lyckades sju bondemenigheter (Zenden) kämpa sig till ett betydande oberoende i övre Valais.
Valais motsatte sig reformationen och förblev länge troget Romersk-katolska kyrkan. Den 12 mars 1529 blev Valais fullvärdig medlem av den schweiziska konfederationen.
1628 blev Valais en egen republik och 1798 invaderade Napoleon I:s arméer området och republiken Valais utropades. Den inkorporerades omedelbart i Helvetiska republiken fram till 1802, då den blev den oberoende republiken Rhodan. Efter en tid av franskt styre blev Valais en kanton i Schweiz den 4 augusti 1815.

## Geografi

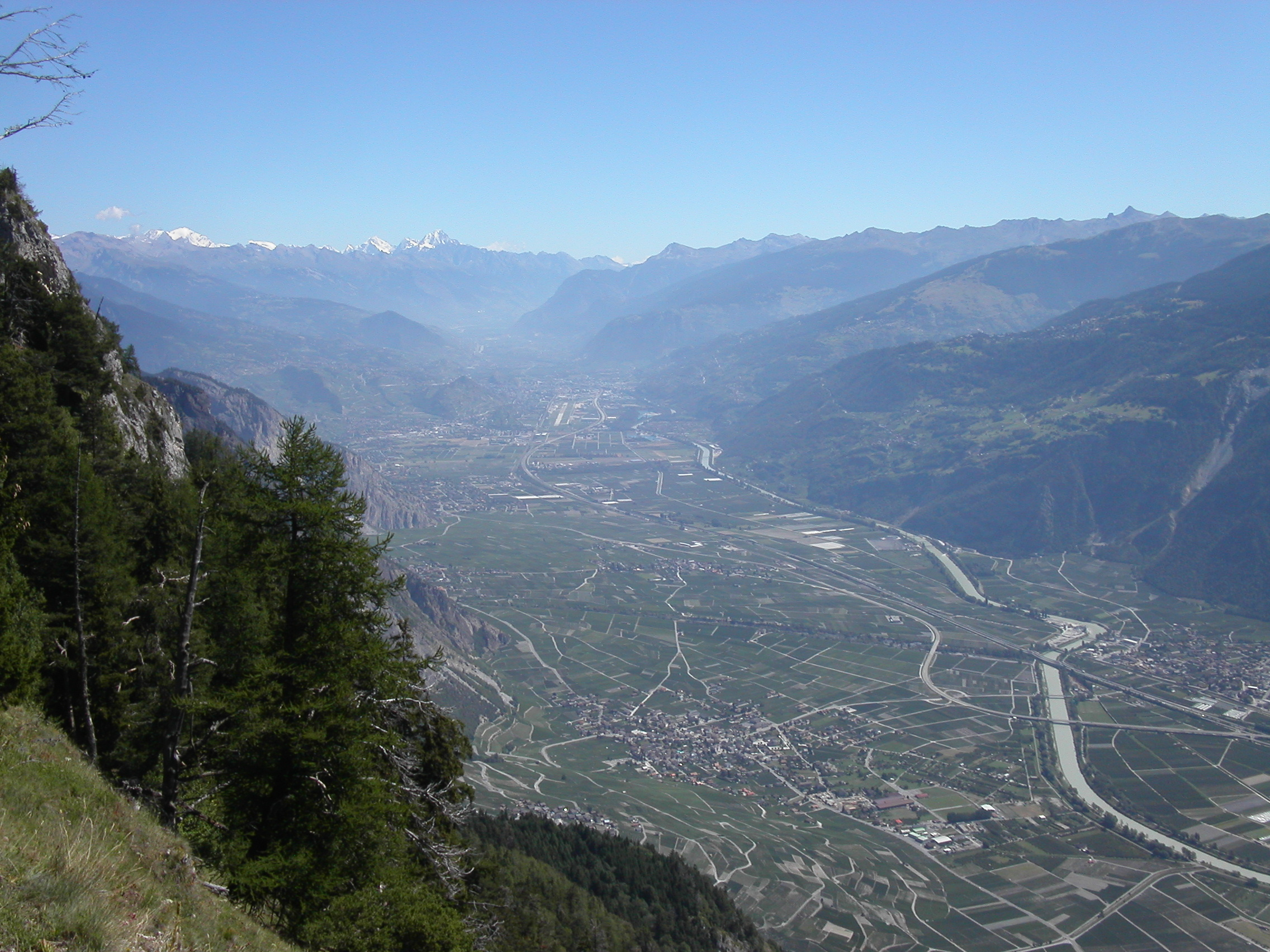
Vy mot öster från Ovronnaz.

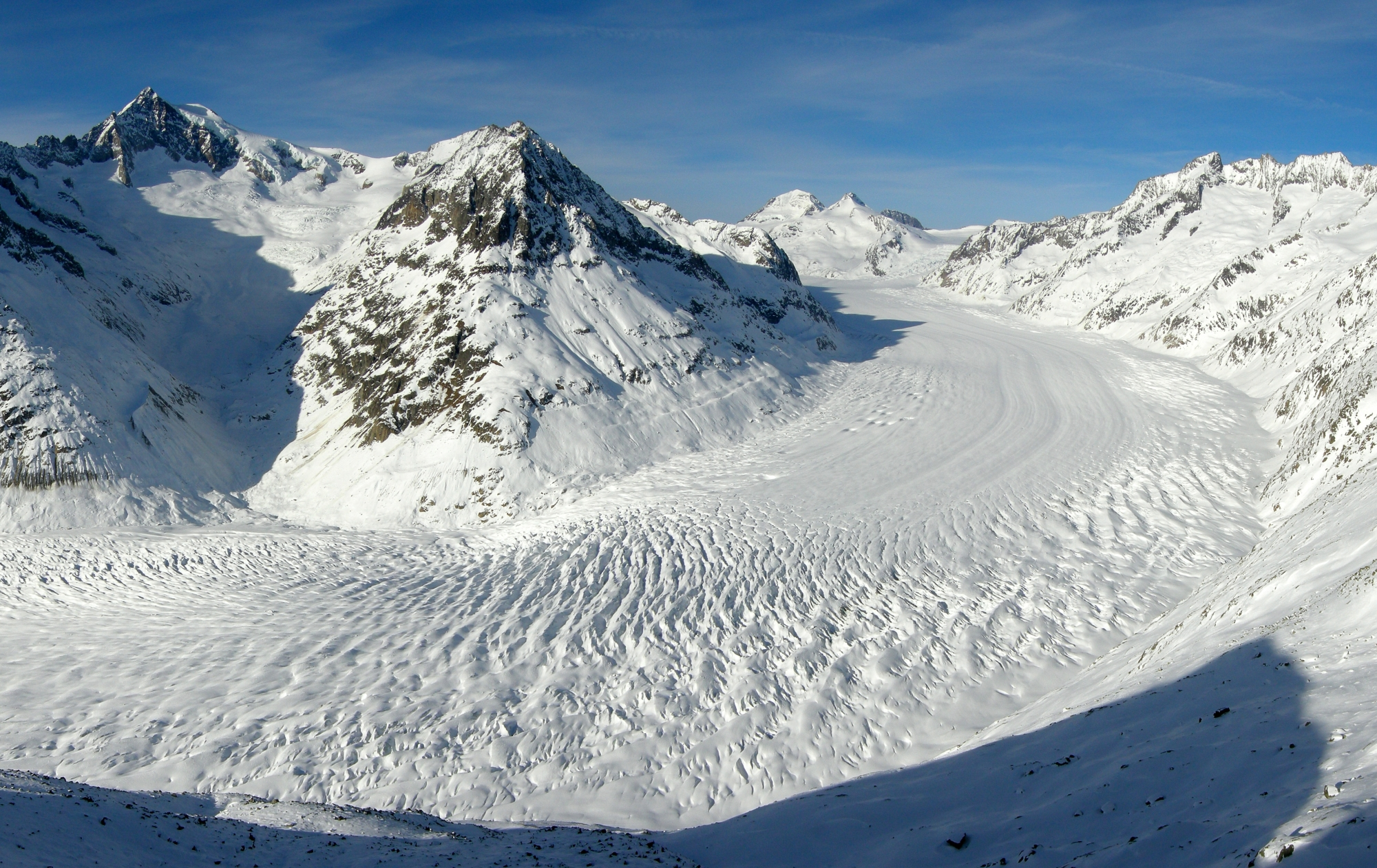
Glaciären Aletsch, sedd från Eggishorn.

Floden Rhône rinner genom den vida Rhônedalen i en öst-västlig riktning. Vid Martigny viker floden av mot nordväst och rinner sedan ut i Genèvesjön. Norr och söder om dalen ligger alpområden där det finns flera vintersportorter, bland annat Zermatt och Verbier. Mot den stora Rhônedalen går ett flertal mindre dalar i olika skepnader, vissa är mycket svårtillgängliga medan andra är befolkade. Femtio alptoppar når högre än 4 000 m ö.h. och området har flera glaciärer.

### Indelning
Valais är indelat i 14 distrikt och 122 kommuner (se Lista över kommuner i kantonen Valais).
- Brig – tyskspråkigt (7 kommuner), huvudort: Brig-Glis
- Conthey – franskspråkigt (5 kommuner), huvudort: Conthey
- Entremont – franskspråkigt (5 kommuner), huvudort: Sembrancher
- Goms – tyskspråkigt (8 kommuner), huvudort: Münster
- Hérens – franskspråkigt (6 kommuner), huvudort: Vex
- Leuk –  tyskspråkigt (12 kommuner), huvudort: Leuk
- Martigny – franskspråkigt (10 kommuner), huvudort: Martigny
- Monthey – franskspråkigt (9 kommuner), huvudort: Monthey
- Saint-Maurice – franskspråkigt (9 kommuner), huvudort: Saint-Maurice
- Sierre – franskspråkigt (10 kommuner), huvudort: Sierre
- Sion – franskspråkigt (5 kommuner), huvudort: Sion
- Visp – tyskspråkigt (19 kommuner), huvudort: Visp
- Westlich Raron – tyskspråkigt (11 kommuner), huvudort: Raron
- Östlich Raron – tyskspråkigt (6 kommuner), huvudort: Mörel-Filet

### Dalar
- Norr om floden Rhône:
  - Fieschertal
  - Lötschental
  - Dalatal (Leukerbad)
- Söder om Rhône:
  - Binntal
  - Nanztal
  - Saastal
  - Mattertal
  - Turtmanntal
  - Val d'Anniviers
  - Val d'Hérens
  - Val de Bagnes
  - Val d'Entremont
  - Val d'Illiez

## Ekonomi
Vinproduktion och turism är de största näringarna i Valais, men jordbruk har också betydelse. På slättlandet bedrivs mjölkproduktion och i bergsområdena föder man upp köttdjur. Här finns också ett aluminiumsmältverk och ett oljeraffinaderi. En fjärdedel av landets elkraft produceras i Valais där också världens högsta betongdamm finns, Grande Dixencedammen.

### Kommunikationer
Sion har en mindre flygplats, men transporter sker främst på järnväg och vägnätet är väl utbyggt trots den branta terrängen. Turismen har medfört stora satsningar på vägarna. Kända järnvägstunnlar är Simplon och Lötschberg och vägtunneln Stora Sankt Bernhard.

## Demografi
Valais hade 348 503 invånare (2020). Kantonen är tvåspråkig, med en fransktalande majoritet. Franska talas i de västra och centrala delarna av kantonen, medan tyska talas i de östra delarna.
Kantonen är sparsamt befolkad. De största städerna är Sion, Monthey, Sierre, Martigny, Brig-Glis och Visp.
| Talade språk i Valais (2019)                               | Talade språk i Valais (2019) | Talade språk i Valais (2019) | Talade språk i Valais (2019) | Talade språk i Valais (2019) |
| ---------------------------------------------------------- | ---------------------------- | ---------------------------- | ---------------------------- | ---------------------------- |
|                                                            |                              |                              |                              |                              |
|                                                            |                              |                              |                              |                              |
| Tyska                                                      | Tyska                        |                              | 23,8 %                       | 23,8 %                       |
| Franska                                                    | Franska                      |                              | 67,7 %                       | 67,7 %                       |
| Italienska                                                 | Italienska                   |                              | 4,1 %                        | 4,1 %                        |
| Rätoromanska                                               | Rätoromanska                 |                              | 0,1 %                        | 0,1 %                        |
| Engelska                                                   | Engelska                     |                              | 3,4 %                        | 3,4 %                        |
| Övriga                                                     | Övriga                       |                              | 16,6 %                       | 16,6 %                       |
| Möjlighet fanns att välja upp till tre stycken huvudspråk. |                              |                              |                              |                              |